# IC 5025
IC 5025 је спирална галаксија у сазвјежђу Октант која се налази на листи објеката дубоког неба у Индекс каталогу.
Деклинација објекта је - 76° 59' 4" а ректасцензија 20h 44m 59,6s. Привидна величина (магнитуда) објекта IC 5025 износи 14,6 а фотографска магнитуда 15,4. Налази се на удаљености од 82,873 милиона парсека од Сунца. IC 5025 је још познат и под ознакама ESO 47-10, FGCE 1510, IRAS 20389-7709, PGC 65304.